# Athletic Club 1989-1990
La pagina racchiude la rosa dell'Athletic Club nella stagione 1989-90

## Stagione
- Primera División: 12°
- Copa del Rey: Dopo aver eliminato il Palamos al primo turno (doppia vittoria 0-2 e 3-1), negli ottavi di finale l'Athletic viene estromesso dal Barcellona (doppia sconfitta 1-0 e 0-1).

## Rosa
| N. |                    | Ruolo | Calciatore            |
| -- | ------------------ | ----- | --------------------- |
|    | Spagna (bandiera)  | P     | Francisco Iruarrizaga |
|    | Brasile (bandiera) | P     | Biurrun               |
|    | Spagna (bandiera)  | D     | Andoni Lakabeg        |
|    | Spagna (bandiera)  | D     | Borja Agirretxu       |
|    | Spagna (bandiera)  | D     | Genar Andrinua        |
|    | Spagna (bandiera)  | D     | Txirri                |
|    | Spagna (bandiera)  | D     | Patxi Salinas         |
|    | Spagna (bandiera)  | D     | Iñigo Lizarralde      |
|    | Spagna (bandiera)  | D     | Rafael Alkorta        |
|    | Spagna (bandiera)  | C     | Joseba Agirre         |
|    | Spagna (bandiera)  | C     | Josu Urrutia          |
|    | Spagna (bandiera)  | C     | Xabier Eskurza        |
|    | Spagna (bandiera)  | C     | Luciano Iturrino      |

| N. |                   | Ruolo | Calciatore            |
| -- | ----------------- | ----- | --------------------- |
|    | Spagna (bandiera) | C     | Patxi Rípodas         |
|    | Spagna (bandiera) | C     | Ander Garitano        |
|    | Spagna (bandiera) | C     | Julen del Val         |
|    | Spagna (bandiera) | C     | José Ramón Gallego    |
|    | Spagna (bandiera) | C     | Luis Fernando         |
|    | Spagna (bandiera) | C     | Ismael Urtubi         |
|    | Spagna (bandiera) | A     | Estanislao Argote     |
|    | Spagna (bandiera) | A     | Eduardo Estíbariz     |
|    | Spagna (bandiera) | A     | Loren                 |
|    | Spagna (bandiera) | A     | Pedro Uralde          |
|    | Spagna (bandiera) | A     | Ricardo Mendiguren    |
|    | Spagna (bandiera) | A     | José Ángel Uribarrena |

### Staff tecnico
- Allenatore:  Howard Kendall (1ª-11ª giornata) poi  Txetxu Rojo (12^-38^)

Come da politica societaria la squadra è composta interamente da giocatori nati in una delle sette province di Euskal Herria o cresciuti calcisticamente nel vivaio di società basche.

## Statistiche

### Statistiche dei giocatori
| Presenze - 37: Alkorta - 36: Garitano, Biurrun - 33: Lakabeg, Luis Fernando, Andrinua - 31: Mendiguren - 30: Loren - 28: Patxi Salinas - 24: Uralde - 23: Txirri - 22: Eskurza - 21: Estibariz - 17: Iturrino, Agirretxu, Ripodas - 16: Lizarralde - 13: Urrutia - 12: Argote - 7: Gallego - 2: Iruarrizaga, Uribarrena - 1: Del Val - 0: Agirre, Urtubi | Marcatori - 6: Loren, Uralde - 5: Garitano, Mendiguren - 3: Iturrino - 2: Lakabeg, Argote - 1: Alkorta, Luis Fernando, Patxi Salinas, Txirri, Eskurza, Estibariz, Urrutia |